# Fritz Rössel
Fritz Rössel (* 16. Februar 1886 in Horba; † 27. März 1966 in Hamburg) war ein deutscher Heilpädagoge, der 1931 ein maßgebliches Pionierwerk zur Heilpädagogik vorlegte.

## Leben und Wirken

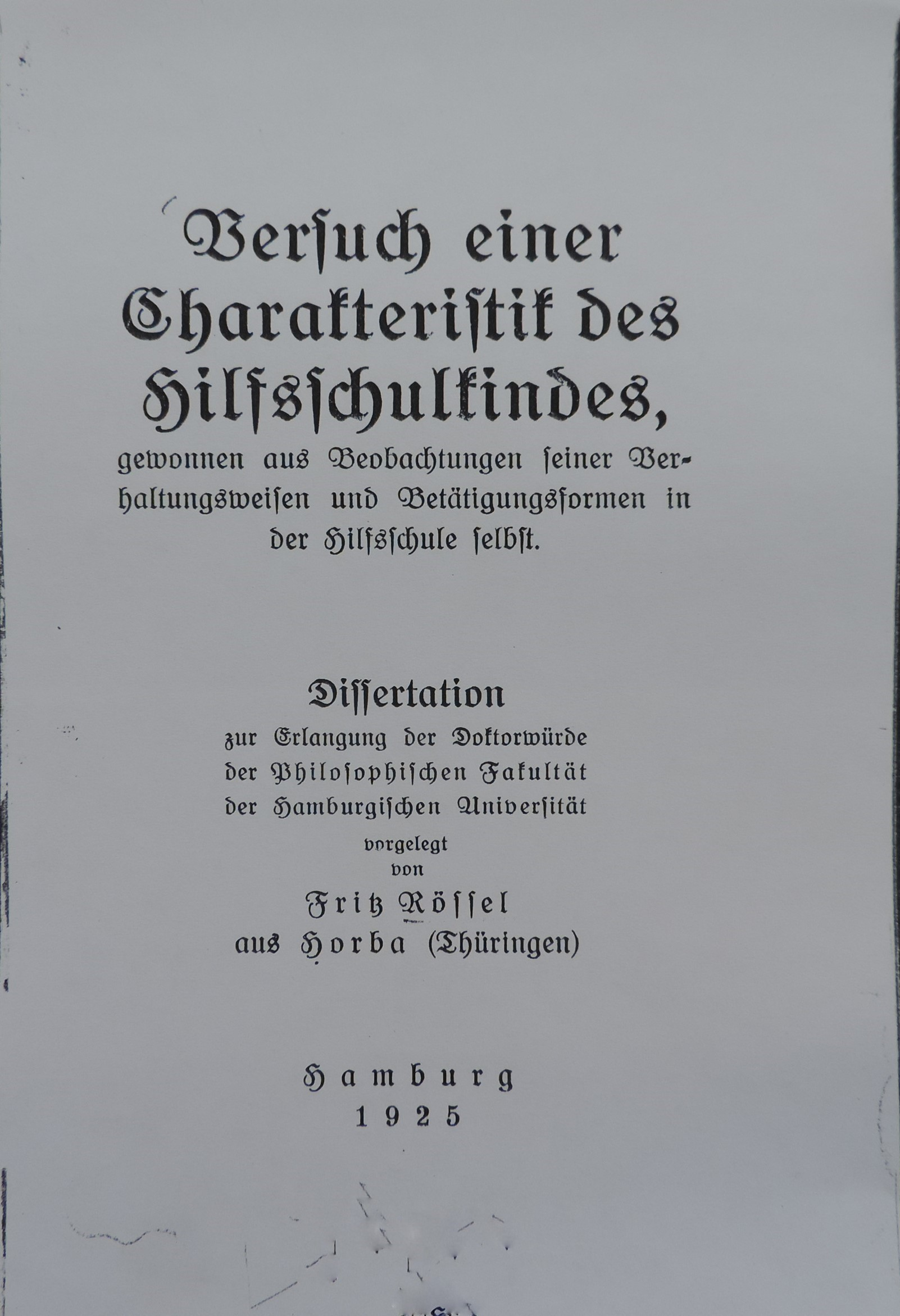
Dissertation 1925 von Fritz Rössel

Der Vater Gotthilf Rössel war Lehrer. Nach dem Realgymnasium absolvierte Fritz Rössel das Landeslehrerseminar in Rudolstadt. Anschließend war Rössel Lehrer am Trüperschen Erziehungsheim Sophienhöhe in Jena. 1906 immatrikulierte er sich an der Universität Jena. Dort besuchte er u. a. Vorlesungen von Wilhelm Rein und Otto Binswanger. Im Jahre 1910 trat er in den Hamburger Schuldienst ein und widmete sich vor allem der Hilfsschularbeit. Während des Ersten Weltkrieges wurde Rössel schwer verwundet, kehrte 1916 in den Schuldienst zurück und unterrichtete an der Kopfschussstation des Lazarettes Finkenau. 1923 immatrikulierte er sich an der Universität Hamburg, wo er 1925 bei Gustaf Deuchler promovierte. Er war von 1927 bis 1937 Wissenschaftlicher Rat am Hamburger Seminar für Pädagogik und hatte einen Lehrauftrag für Psychologie. Ab dem 1. Mai 1933 gehörte Rössel dem NS-Lehrerbund an. Im November 1933 unterzeichnete er das Bekenntnis der deutschen Professoren zu Adolf Hitler. Im Mai 1937 bemühte er sich um Aufnahme in die NSDAP, wurde jedoch als ehemaliges Freimaurerlogenmitglied (1922–1933 und 1949–1966 in Hamburg) abgelehnt:
Seinen Eintritt in die Große Landesloge der Freimaurer von Deutschland interpretierte Rössel als eine Reaktion auf das 'parteipolitische Gewirr von 1922'. Die Loge habe 'in der Stille den vaterländischen Gedanken' gepflegt, und ihm sei bereits vor seinem Beitritt bekannt gewesen, daß dort keine Juden aufgenommen wurden.
Rössel wies zudem darauf hin, dass er sich 'in Beruf und persönlichem Leben ohne Vorbehalt nach bestem Wissen und Gewissen für die Arbeit im neuen Reich' eingesetzt habe; seine Lehrveranstaltungen und Forschungen auf seinem Spezialgebiet, der Hilfsschulpädagogik, hätten seit 1933 der 'Durchdringung der Bildungsarbeit mit nationalsozialistischem Gedankengut' gedient, wobei er sich besonders auf die eugenische Erziehung konzentriert habe. Den Sozialhelferdienst habe er zum Volkshelferdienst fortentwickelt. Er könne nun auch in nationalsozialistischen Formationen wie der HJ oder dem Landesdienst geleistet werden. Trotz seines Anpassungsversuchs und der Intervention des von den Nationalsozialisten geschätzten Landesschulrats Wilhelm Schulz musste Rössel die Universität verlassen.
Rössel setzte sich nach 1945 insbesondere für die Heil-/Hilfsschulpädagogik ein, wenngleich er weitgehend in Vergessenheit geriet.

## Kritik an Rössels Wirken
Wie die beiden Historikerinnen der Sonder-/Heilpädagogik Dagmar Hänsel und Sieglind Ellger-Rüttgardt aufzeigen, sprach sich der Pädagoge bereits 1912 für Gesetzesmaßnahmen aus, die „die 'Fortpflanzung psychisch kranker und degenerierter Stämme'“. verhindern sollten. Er bedauerte konkret, „dass die Wissenschaft noch keine so greifbaren Anhaltspunkte an die Hand [gibt], dass wir mit Rücksicht auf die Erblichkeit in der Psychopathologie mit Gesetzesmaßnahmen (Eheverbot, Kastration) die Fortpflanzung psychisch kranker und degenerierter Stämme verhindern könnten’.“ Ellger-Rüttgardt führt näher aus, dass der Hilfsschulpädagoge „nicht frei von moralisierender Beurteilung“ war, wenn er beispielsweise „den angeblichen Alkoholmißbrauch in Hilfsschulfamilien besonders hervorhebt, die vermeintliche Ausgabe größerer Geldbeträge durch ältere Schüler für den 'Dom' und 'Kinomatographen' betont sowie ausführlich auf die 'ethischen Defekte' der Hilfsschulkinder eingeht.“ Zur Verdeutlichung ihrer Aussage wählt Ellger-Rüttgardt folgendes Zitat aus:
Einige andere Fälle müssen noch festgehalten werden. Sie bewegen sich in derselben Richtung wie die eben aufgeführten, trüben aber durch ihre Schwere ganz besonders die Zukunft der Knaben. Ein Knabe entwendete von einer Karre ungesehen ein Paket, in dem sich eine silberne Uhr und eine Lorgnette befanden. Die Lorgnette brachte er zurück, behielt aber die Uhr, die er, da ein Zeiger fehlte, gleich zum Uhrmacher zur Reparatur brachte. Durch einen Zufall wurde der Diebstahl entdeckt. Der Knabe leugnete hartnäckig, konnte aber überführt werden. Die Uhr wollte er seinem Vater schenken.
Rössel schloss in seiner heilpädagogischen Theoriebildung die geistig Behinderten sowie die mehrfach Behinderten und zugleich pflegebedürftigen Kinder und Jugendlichen von vornherein aus. Er vertrat die damals übliche Auffassung der Hilfsschulpädagogik, dass behinderte Kinder und Jugendliche in den öffentlichen Schulen nichts verloren haben und der Pflege in den Idiotenanstalten überantwortet bleiben sollten.

## Schriften (Auswahl)
- Zur Psychologie des schriftlichen Ausdrucks geistig schwacher Kinder, Halle 1923.
- Versuch einer Charakteristik des Hilfschulkindes, gewonnen aus Beobachtungen seiner Verhaltensweisen und Betätigungsformen in der Hilfsschule selbst, Diss. Hamburg 1925.
- Das Helfen in der heilpädagogischen Arbeit (Beiträge zur Grundfrage der Heilpädagogik), Halle 1931.